# Maslinovac (Dugi otok)
Maslinovac je otočić istočno od Dugog otoka, između većeg otoka Rava i manjeg Luškog Otoka koji zatvara uvalu Luka.
Najbližje naselje je mjesto Luka na Dugom otoku.